# Warszawianka (pismo)
Warszawianka. Pismo warszawskiej organizacji Polskiej Partii Socjalistycznej – nieregularnik warszawskich struktur Polskiej Partii Socjalistycznej, wydawany w okresie od sierpnia 1988 do przełomu listopada i października 1990 roku. Dystrybucja pisma początkowo obejmowała tereny Mazowsza, potem objęła cały kraj. Łącznie ukazało się 21 numerów w formacie A4 oraz kilka wydań specjalnych; nakład wahał się od 1,5 tys. do 2000 sztuk. Z inicjatywy redakcji „Warszawianki” zawiązano Porozumienie Prasowe PPS, które od 11 nru zastąpiło w roli wydawcy wydawnictwo im. Olofa Palme.